# Sepulcre de Priscil·la
El Sepulcre de Priscil·la (en italià: Priscilla) és un túmul monumental que es troba al núm. 68 de la Via Àpia antiga, al barri Ardeatino de Roma, enfront de la famosa església de Domine Quo Vadis i prop de la Via Ardeatina.

## Història

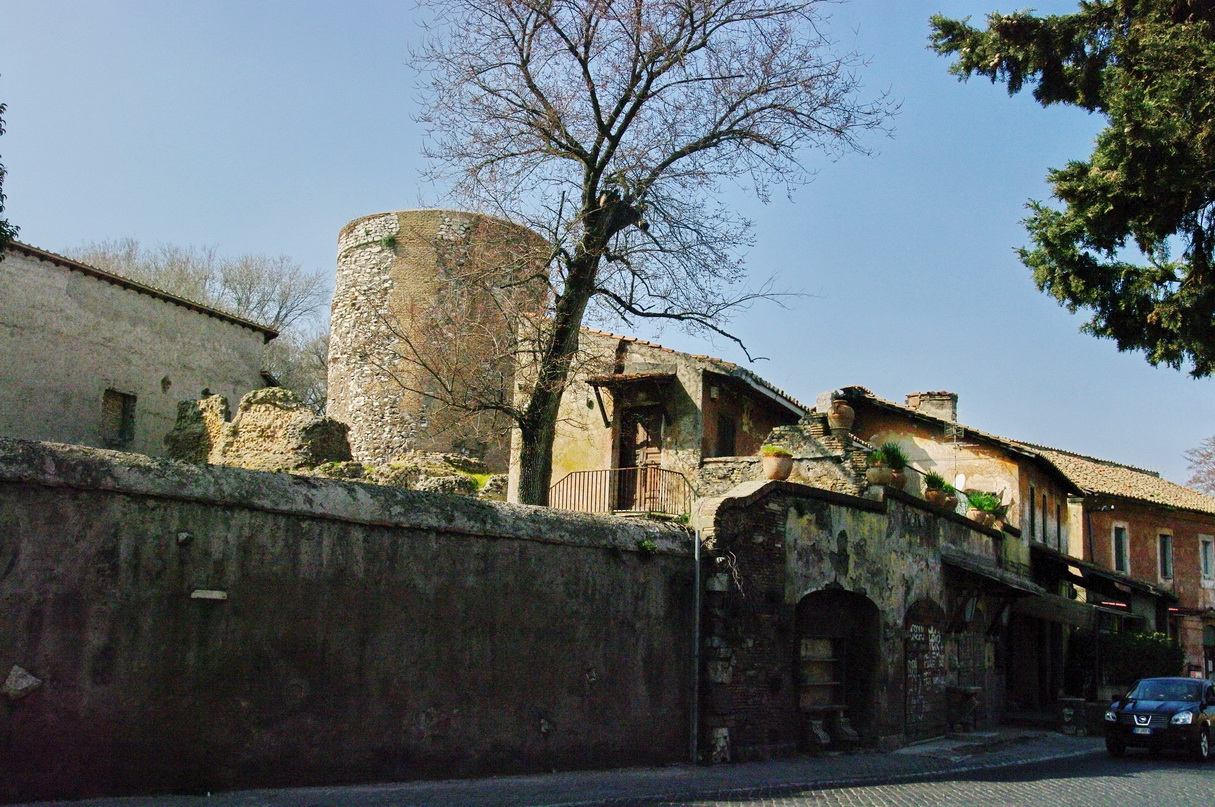
Vista des de la Via Àpia antiga

El túmul pertanyia originàriament a Priscil·la, esposa de Tit Flavi Abascant, un llibert de l'emperador romà Domicià (r. 81-96), morta prematurament. A partir del segle XI, l'estructura s'incorporà a una fortificació medieval pertanyent inicialment als comtes de Túsculum i heretada més tard per la família Caetani. Sota el cilindre superior es construí, amb material recuperat del lloc, una torre cilíndrica (coneguda com Torre Petro) amb prop de sis metres d'alçada.
Ja en època moderna es construïren dues cases de camp recolzades en la torre, una de les quals, l'Osteria dell'Acquataccio, entre final del segle xix i inici del segle xx; la cambra funerària es feia servir de dipòsit per a envellir formatges.(2)

## Descripció
Sobre una base quadrangular revestida d'opus quadratum (blocs) de travertí s'elevaven antigament dos tambors cilíndrics superposats, en opus reticulatum, i el superior contenia tretze nínxols destinats a estàtues de la difunta representada com a heroïnes de la mitologia grecoromana.
A la cel·la funerària, coberta amb una volta de canó, s'arribava per un corredor, actualment accessible per una de les cases de camp que estan adossades al monument. L'interior era revestit també amb blocs de travertí i s'hi obrien tres nínxols per a sarcòfags.